# Czechoslovakian International 1991
Die Czechoslovakian International 1991 im Badminton fanden vom 4. bis zum 6. Oktober 1991 in Trenčín statt.

## Sieger und Platzierte
| Disziplin    | Gold                                  | Silber                          | Bronze                             |
| ------------ | ------------------------------------- | ------------------------------- | ---------------------------------- |
| Herreneinzel | Robert Liljequist                     | Erik Lia                        | Steffan Pandya                     |
| Herreneinzel | Robert Liljequist                     | Erik Lia                        | Peter Knowles                      |
| Dameneinzel  | Irina Serova                          | Marina Yakusheva                | Julia Martynenko                   |
| Dameneinzel  | Irina Serova                          | Marina Yakusheva                | Diana Knekna                       |
| Herrendoppel | Michael Helber Markus Keck            | Detlef Poste Volker Renzelmann  | Harald Koch Jürgen Koch            |
| Herrendoppel | Michael Helber Markus Keck            | Detlef Poste Volker Renzelmann  | Erik Lia Hans Sperre jr.           |
| Damendoppel  | Andrea Findhammer Anne-Katrin Seid    | Bożena Haracz Beata Syta        | Svetlana Alferova Marina Yakusheva |
| Damendoppel  | Andrea Findhammer Anne-Katrin Seid    | Bożena Haracz Beata Syta        | Neli Boteva Emilia Dimitrova       |
| Mixed        | Vladislav Druzchenko Marina Yakusheva | Michael Helber Anne-Katrin Seid | Alexej Sidorov Julia Martynenko    |
| Mixed        | Vladislav Druzchenko Marina Yakusheva | Michael Helber Anne-Katrin Seid | Trond Wåland Camilla Wright        |